# FEMUA 14
Le Femua 14 est la 14e édition du Festival des musiques urbaines d'Anoumabo. Il s'est tenu du mardi 10 au dimanche 15 mai 2022, dans les villes d'Abidjan (capitale économique) et San Pedro (située au sud-ouest, sur le littoral ivoirien) en Côte d'Ivoire.
Consacré à la jeunesse, le Femua 14 a pour thème : « Entrepreneuriat et employabilité des jeunes ». La République démocratique du Congo (RDC),,,, en était le pays invité d'honneur.

## Déroulement

### Cérémonie de lancement
La cérémonie de lancement du Femua 14 s'est déroulée au Sofitel Abidjan Hôtel Ivoire, le mardi 12 avril 2022,.
La cérémonie a eu lieu en présence des représentants du gouvernement ivoirien Adama Kamara et Mamadou Touré, respectivement ministre de l'emploi et de la protection sociale et ministre de la promotion de la jeunesse .

### Cérémonie d'ouverture
Le coup d'envoi du Femua 14 s'est déroulé au stade Aby Raoul de Marcory, le mardi 10 mai 2022,.
Plusieurs officiels présents ont pris part au lancement. On a entre autres : Françoise Remarck, ministre de la Culture et de la Francophonie de la Côte d'Ivoire ; SEM Jobst Von Kirchmann, ambassadeur de l'Union européenne (UE) en Côte d'Ivoire de 2018 à 2022 ; Catherine Katungu Furaha – ministre de la Culture, des Arts et du Patrimoine de la RDC,.

### Action sociale
La commune de Port-Bouët, à Abidjan, et la ville d'Odienné ont bénéficié des actions sociales du Femua 14, avec l'inauguration de trois écoles.

### Femua Sport
Au titre du Femua Sport, il y a eu la tenue d'un tournoi de maracana avec des équipes de différents pays et d'un cross populaire.

### Carrefour Jeunesse
Le Carrefour Jeunesse est une plateforme de présentations, de partages d'expériences, de conférences, sur des sujets relatifs au thème annuel du Femua. Pour 2022, le thème au menu des rencontres était : « Entrepreneuriat et employabilité des jeunes ».

### Femua Kids
Le Femua Kids est un espace de divertissement et d'apprentissage destiné aux enfants. C'est une occasion de sensibilisation, d'animations et de jeux pour occuper les enfants lors du Femua.

## Décentralisation
San Pedro est la deuxième ville retenue pour le Femua 14. Chef-lieu du district du Bas-Sassandra, c'est le deuxième pôle économique de Côte d'Ivoire, avec la présence d'infrastructures comme le Port autonome de San Pedro  premier port mondial d'exportation du cacao.
Ville balnéaire touristique, San Pedro a une population estimée à 390 654 habitants d'après le Recensement général de la population et de l'habitat de 2021 (RGPH 2021) conduit par l'Institut national de la statistique (INS).
Le choix de la ville de San Pedro se justifie par la nécessité de sensibiliser les jeunes sur les opportunités du terroir et les encourager à entreprendre. Aussi, parmi les différentes activités du festival, il s'est tenu un panel pour le compte du Carrefour Jeunesse sur le thème «Entrepreneuriat et employabilité décente dans la filière cacao».

## Pays invité
Le pays invité d'honneur du Femua 14 était la République démocratique du Congo (RDC). Le choix de la RDC est à double volet. D'une part : valoriser la rumba congolaise – genre musical originaire de la RDC, déclaré le 14 décembre 2021, patrimoine culturel immatériel de l'Organisation des Nations unies pour l'éducation, la science et la culture (Unesco). D'autre part : rendre hommage à l'artiste congolais Papa Wemba – illustre ambassadeur de la rumba congolaise, décédé sur scène pendant sa première prestation au Femua 9.
La soirée culturelle de la RDC s'est tenue à Abidjan, à l'Institut français de Côte d'Ivoire . Au programme, des prestations d'artistes : conteurs, stylistes et exposé retraçant l'histoire de la rumba congolaise. Des artistes chanteurs d'origine congolaise présents au Femua 14 tels Innoss'B, Félix Wazekwa et le groupe Viva La Musica ont presté et rendu hommage à Papa Wemba.

## Les concerts
L'édition 2022 a fait un clin d'œil à la jeunesse, dans le but de susciter de l'espoir et montrer des exemples de réussite. Lors des cinq jours de festival, il y a eu les concerts de jeunes artistes tels que Suspect 95 (rappeur ivoirien), Innoss'B (artiste congolais) et Fior 2 Bior (artiste ivoirien ressortissant du village d'Anoumabo) ; ils étaient respectivement âgés de 27 ans, 24 ans et 23 ans, lors de leur prestation.

### Programmation artistique
Pour cette 14e édition du Femua, les artistes en tête d'affiche ainsi que leur programmation sont listés dans le tableau ci-dessous,,,:
| Artistes         | Pays de provenance               | Jours de prestation | Lieux de prestation    |
| ---------------- | -------------------------------- | ------------------- | ---------------------- |
| Youssoupha       | France                           | 15 Mai 2022         | Abidjan (INJS Marcory) |
| Diamond Platnumz | Tanzanie                         | 15 Mai 2022         | Abidjan (INJS Marcory) |
| Shan'L           | Gabon                            | 14 Mai 2022         | Abidjan (INJS Marcory) |
| Innoss'B         | République démocratique du Congo | 14 Mai 2022         | Abidjan (INJS Marcory) |
| Iba One          | Mali                             | 15 Mai 2022         | Abidjan (INJS Marcory) |
| Coco Argentée    | Cameroun                         | 14 Mai 2022         | Abidjan (INJS Marcory) |
| Magic System     | Côte d'Ivoire                    | 14 Mai 2022         | Abidjan (INJS Marcory) |
| Yodé & Siro      | Côte d'Ivoire                    | 14 Mai 2022         | Abidjan (INJS Marcory) |
| Debordo Leekunfa | Côte d'Ivoire                    | 14 Mai 2022         | Abidjan (INJS Marcory) |
| Suspect 95       | Côte d'Ivoire                    | 15 Mai 2022         | Abidjan (INJS Marcory) |
| Rocky Gold       | Côte d'Ivoire                    | 13 Mai 2022         | Abidjan (INJS Marcory) |
| Nestor David     | Côte d'Ivoire                    | 13 Mai 2022         | Abidjan (INJS Marcory) |

## Voir également